# Perruche de Nouvelle-Calédonie
Cyanoramphus saisseti
Espèce
Statut CITES

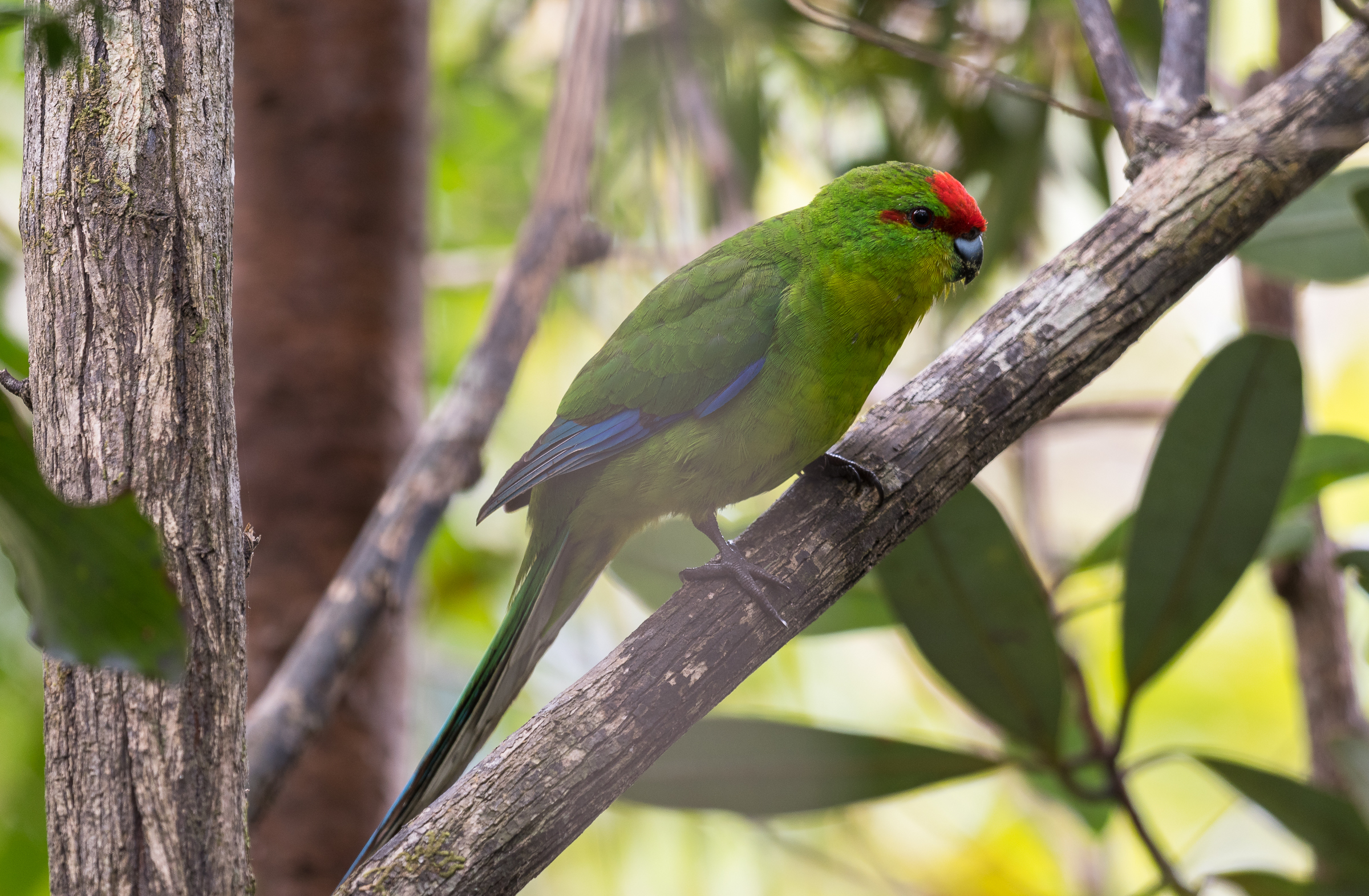
Perruche de Nouvelle-Calédonie dans son milieu naturel. Photo F.Desmoulins.

La Perruche de Nouvelle-Calédonie (Cyanoramphus saisseti) est une espèce d'oiseaux qui a longtemps été considérée comme une sous-espèce du Kakariki à front rouge ou Perruche de Sparrman.

## Description
Les oiseaux de cette espèce sont un peu plus petits que la forme nominale de la Perruche de Sparrman (26 cm en moyenne au lieu de 27 cm). Ils présentent les côtés de la tête, la poitrine et l'abdomen un peu plus jaunes et la bande rouge du front un peu plus pâle.

## Conservation
La colonisation de la Nouvelle-Calédonie a entraîné le déclin de la population de cet oiseau (prédation par les rats très probable).